# Total War: Attila
Total War: Attila  é um jogo de estratégia desenvolvido pela Creative Assembly e distribuído pela Sega, lançado a 17 de fevereiro de 2015 para Microsoft Windows e OS X. Este foi o sétimo título da série Total War.
O jogo é ambientado no período conhecido como antiguidade tardia (meados do século IV) até o começo da Idade das trevas (Alta Idade Média). O principal herói do jogo é o general Átila, líder dos Hunos.
O jogo foi bem recebido pelos críticos e fãs, que consideravam uma versão melhorada do Total War: Rome II, com considerável menor quantidade de bugs.

## Jogabilidade
O mapa de campanha de Attila se expande da Báctria (Afeganistão) até a Lusitânia (Portugal) e da Caledônia (Escócia) até a Garamântia (no Deserto do Saara) na Europa moderna. Províncias são agrupamentos de 3 regiões, e cada região dentro de uma província pode ser conquistada separadamente. O número de cidades e regiões é diferente do que tinha em Total War: Rome II, mas o tamanho do mapa é similar. O mapa de Total War: Attila se expande até a Russia moderna em substituição às províncias orientais do Indocuche encontrados em Rome II, mudando a atenção dos jogadores para os Hunos Nômades. O maior assentamento em uma província é chamado de capital da Província, essas capitais de províncias tem mais espaços para construções do que outros assentamentos e também podem ser murados no início do jogo, em uma mudança ao Rome II os assentamentos pequenos podem eventualmente serem melhorados para possuírem muralhas.